# Timur Vermes
Timur Vermes (Nuremberg, 1967) és un escriptor i periodista alemany.
És autor de la novel·la satírica i best seller  Ha tornat (Er ist wieder da, en alemany), que tracta de l'inexplicable despertar d'Adolf Hitler a l'Alemanya de 2011 després d'un salt temporal des de 1945. La novel·la ha venut més d'un milió d'exemplars a Alemanya i la seva versió en català ha estat publicada per Edicions 62 el 2013. La novel·la ja ha estat traduïda a més de vint idiomes.

## Biografia
El pare de Vermes, d'origen hongarès, immigrà a Alemanya des de Budapest després de la repressió a la revolució hongaresa de 1956. Després d'haver-se graduat en Història i Ciències Polítiques a la Universitat d'Erlangen (amb el treball Öffentlichkeitsarbeit und Massenmedien: Vertrauen als Element der PR-Arbeit), Timur Vermes va començar a treballar com a periodista per a diaris com el Münchner Abendzeitung i el Kölner Express. També col·laborà en diverses revistes. El 2007 va iniciar la seva activitat literària com a "negre literari". Ha tornat (2012) va ser la primera novel·la que signà amb el seu propi nom, no ja com a "negre". Presentat a la Fira del Llibre de Frankfurt, el llibre obtingué el primer lloc en el rànquing de vendes de Der Spiegel en el mateix any. Des de setembre de 2012, se n'han venut més de 700.000 còpies (fins a juny de 2013) i ha estat traduïda a 27 idiomes. El desembre de 2013, Vermes va anunciar que se'n farà una pel·lícula coproduïda per Constantin Film i Mythos Film. La pel·lícula es va estrenar el 2015 amb el mateix nom, i Vermes fou un dels participants en la redacció del guió.

## Obres
- Hirte, Michael; Vermes, Timur (Text und Konzeption). Der Mann mit der Mundharmonika mein Leben [autobiografia de Michael Hirte].  München: Heyne, 2009. ISBN 9783453640450.
- Vermes, Timur. München für Verliebte.  Frankfurt: Societäts-Verlag, 2010. ISBN 978-3-7973-1189-4.
- Vermes, Timur; Estelrich Arcs, Pilar (traducció catalana). Ha tornat.  Barcelona: Columna (Grup 62), 2013. ISBN 9788466417648.
- Domröse, Daniela; Vermes, Timur. Ganz schön verrückt Mein Leben zwischen Laufsteg und Depression.  Köln: Bastei Lübbe, 2012 (Erfahrungen. Bastei Lübbe Taschenbücher). ISBN 9783404607112.
- Anders, Peter; Vermes, Timur. Kein Job für schwache Nerven neue Fälle des Tatortreinigers.  München: Heyne, 2013 (Heyne, 60263). ISBN 9783453602632.
- Vermes, Timur. Die Hungrigen und die Satten [Els afamats i els tips[5]].  Colònia: Heyne Eichborn Verlag, 2018. ISBN 978-3-8479-0660-5.